# Ophiogomphus sinicus
Ophiogomphus sinicus är en trollsländeart som först beskrevs av Chao 1954.  Ophiogomphus sinicus ingår i släktet Ophiogomphus och familjen flodtrollsländor. Inga underarter finns listade i Catalogue of Life.